# Donji Krnjin
Donji Krnjin en serbe latin et Kërnin i Ulët en albanais (en serbe cyrillique : Доњи Крњин) est une localité du Kosovo située dans la commune/municipalité de Leposavić/Leposaviq, district de Mitrovicë/Kosovska Mitrovica. Selon des estimations de 2009 comptabilisées pour le recensement kosovar de 2011, elle compte 228 habitants, dont une majorité de Serbes.

## Géographie
Donji Krnjin/Kërnin i Ulët est situé à 6 km au nord-est de Leposavić/Leposaviq, sur la rive gauche de la rivière Ibar.

## Démographie

### Évolution historique de la population dans la localité
| 1948 | 1953 | 1961 | 1971 | 1981 | 1991 | 2009 |
| ---- | ---- | ---- | ---- | ---- | ---- | ---- |
| 328  | 350  | 345  | 316  | 293  | 275  | 228  |

|  |